# Synagoga w Wadowicach

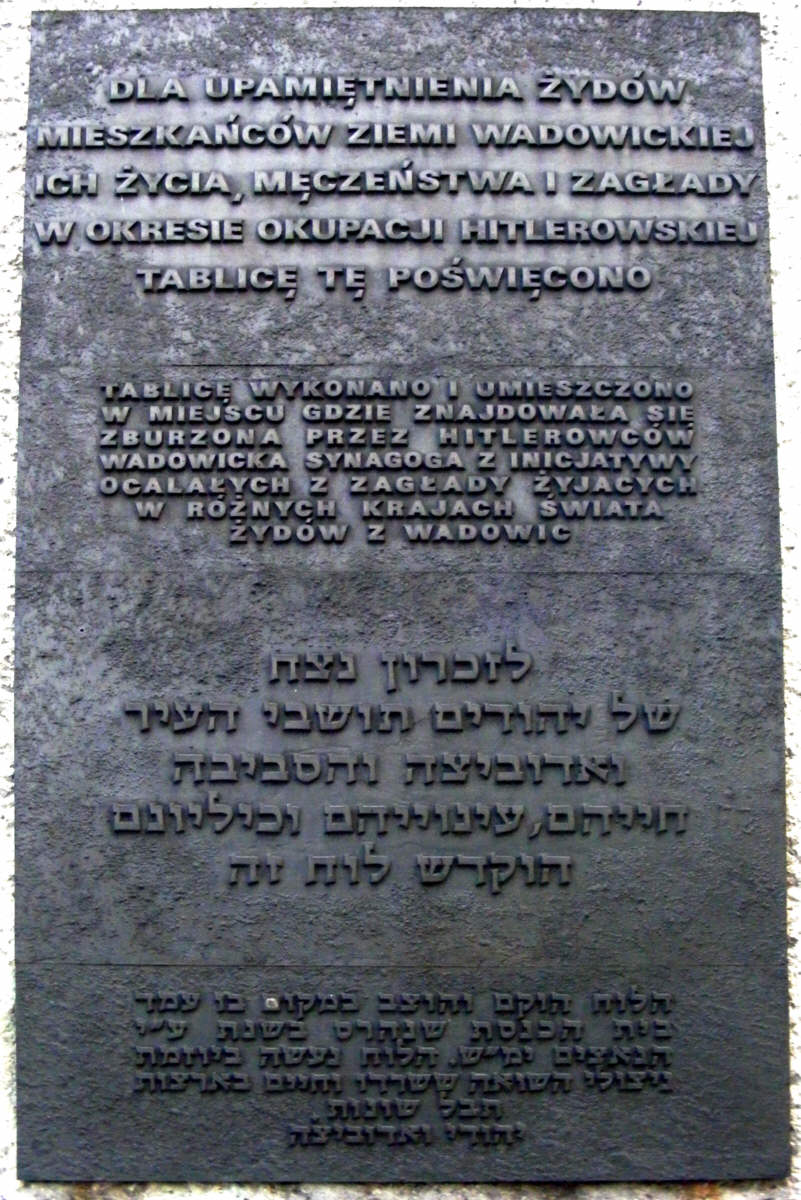
Tablica pamiątkowa na ścianie budynku przedszkola przy ul. Gimnazjalnej w Wadowicach

Synagoga w Wadowicach – nieistniejąca synagoga, która znajdowała się w Wadowicach przy ulicy Gimnazjalnej.
Synagoga została zbudowana w latach 1885–1889 według projektu Karola Korna. W 1937 roku, podczas koncertu kantora Dawida Kussawieckiego, synagogę odwiedził młody Karol Wojtyła. Podczas II wojny światowej, w październiku 1939 roku hitlerowcy, prawdopodobnie formacja Einsatzkommando, podpaliła synagogę. Pod koniec maja lub na początku lipca 1940 roku ruiny budynku zostały wysadzone w powietrze przez przymuszonych do tego dwóch polskich górników z kopalni Brzeszcze. Po zakończeniu wojny na miejscu, gdzie stała synagoga, wzniesiono nowy budynek, w którym obecnie mieści się przedszkole. W 1989 roku odsłonięto dwujęzyczną, polsko-hebrajską, tablicę pamiątkową upamiętniającą 2 tysiące Żydów z Wadowic.
Papież Jan Paweł II pisze o wadowickiej synagodze w książce Przekroczyć próg nadziei. O synagodze również wspomniano w filmie Karol – Człowiek, który został papieżem.